# أرنولد مفويمبا
أرنولد مفويمبا ماكينغو (بالفرنسية: Arnold Mvuemba)‏، من مواليد 28 يناير 1985 في ألينكون في فرنسا، لاعب كرة قدم فرنسي .
بدأ مسيرته الكروية مع نادي رين في عام 2003، وفي عام 2007 أعير إلى نادي بورتسموث الإنجليزي.

## مسيرته الكروية
لعب أرنولد مفويمبا خلال مسيرته الاحترافية مع 6 أندية في تسعة عشر موسمًا وسجل خلالها 14 هدفًا ضمن 274 مباراة. ولم يفز بأي موسم بالكأس أو بالدوري.
خاض أرنولد مفويمبا مسيرته مع نادي ستاد رين في موسم 2003–04 ليلعب معه أربعة مواسم، مشاركًا في 33 مباراة سجل خلالها هدفًا واحدًا. ثم انتقل إلى نادي بورتسموث في موسم 2006–07 واستمر معه طيلة ثلاثة مواسم، حيث شارك في 21 مباراة سجل خلالها هدفًا واحدًا أيضًا. لينتقل بعدها إلى نادي لوريان في موسم 2009–10 في المرة الأولى ليلعب معه أربعة مواسم ثم في موسم 2016–17 ولمدة موسمين، مشاركًا طوالها في 142 مباراة سجل خلالها 10 أهداف. ثم انتقل إلى نادي أولمبيك ليون في موسم 2012–13 ليلعب معه أربعة مواسم، مشاركًا في 59 مباراة سجل خلالها هدفين. هذا وانتقل لاحقًا إلى نادي أم صلال في موسم 2018–19 لمدة موسم واحد، مشاركًا في 7 مباريات ولم يسجل أي هدف. ثم انتقل بعدها إلى K.S.V. Roeselare ‏ في موسم 2019–20 لمدة موسم واحد، مشاركًا في 12 مباراة ولم يسجل أي هدف أيضًا.

## روابط خارجية
- أرنولد مفويمبا على موقع رابطة كرة القدم الفرنسية للمحترفين (الإنجليزية)
- أرنولد مفويمبا على موقع قاعدة بيانات كرة القدم.إي يو (الإنجليزية)
- أرنولد مفويمبا على موقع ليكيب (الفرنسية)
- أرنولد مفويمبا على موقع ناشيونال فوتبول تيمز (الإنجليزية)
- أرنولد مفويمبا على موقع Soccerbase.com (لاعب) (الإنجليزية)
- أرنولد مفويمبا على موقع Soccerway.com (الإنجليزية)
- أرنولد مفويمبا على موقع عالم كرة القدم.نت (الإنجليزية)
- أرنولد مفويمبا على موقع كووورة
- أرنولد مفويمبا على موقع AS.com (الإسبانية)